# Пікчер-Б'ют
Пікчер-Б'ют (англ. Picture Butte) — містечко в Канаді, у провінції Альберта, у складі муніципального району Летбрідж.

## Населення
За даними перепису 2016 року, містечко нараховувало 1810 осіб, показавши зростання на 9,7%, порівняно з 2011-м роком. Середня густина населення становила 635,1 осіб/км².
З офіційних мов обидвома одночасно володіли 20 жителів, тільки англійською — 1 725, а 30 — жодною з них. Усього 495 осіб вважали рідною мовою не одну з офіційних.
Працездатне населення становило 835 осіб (61,4% усього населення), рівень безробіття — 4,8% (6,2% серед чоловіків та 4,2% серед жінок). 82% осіб були найманими працівниками, а 18,6% — самозайнятими.
Середній дохід на особу становив $41 678 (медіана $35 328), при цьому для чоловіків — $49 964, а для жінок $33 026 (медіани — $49 493 та $24 096 відповідно).
29,4% мешканців мали закінчену шкільну освіту, не мали закінченої шкільної освіти — 30,9%, 39,3% мали післяшкільну освіту, з яких 19,6% мали диплом бакалавра, або вищий.
| Статево-вікова структура населення | Статево-вікова структура населення | Статево-вікова структура населення | Статево-вікова структура населення | Статево-вікова структура населення |
| ---------------------------------- | ---------------------------------- | ---------------------------------- | ---------------------------------- | ---------------------------------- |
|                                    |                                    |                                    |                                    |                                    |
| Всього                             | Всього                             | 50,6%49,4%                         |                                    |                                    |
| 0 — 14 років                       | 0 — 14 років                       |                                    | 22,9%                              | 22,9%                              |
| 15 — 64 років                      | 15 — 64 років                      |                                    | 59,7%                              | 59,7%                              |
| 65 і більше                        | 65 і більше                        |                                    | 17,4%                              | 17,4%                              |
| 85 і більше                        | 85 і більше                        |                                    | 3,3%                               | 3,3%                               |
| Середній вік (років)               | Середній вік (років)               | 36,238,9                           | 37,5                               | 37,5                               |
| Медіана (років)                    | Медіана (років)                    | 32,435,2                           | 33,9                               | 33,9                               |
| — чоловіки — жінки                 |                                    |                                    |                                    |                                    |

| Походження мешканців:     | Походження мешканців:     | Походження мешканців: | Походження мешканців: | Походження мешканців: |
| ------------------------- | ------------------------- | --------------------- | --------------------- | --------------------- |
| Походження                |                           |                       | осіб                  | %                     |
| Корінні американці        | Корінні американці        |                       | 95                    | 5.25%                 |
| Інше північноамериканське | Інше північноамериканське |                       | 280                   | 15.47%                |
| Європейське               | Європейське               |                       | 1 530                 | 84.53%                |
| британське                | британське                |                       | 590                   | 32.6%                 |
| французьке                | французьке                |                       | 70                    | 3.87%                 |
| українське                | українське                |                       | 55                    | 3.04%                 |
| Латинськоамериканське     | Латинськоамериканське     |                       | 30                    | 1.66%                 |
| Африканське               | Африканське               |                       | 10                    | 0.55%                 |
| Азійське                  | Азійське                  |                       | 120                   | 6.63%                 |

| Зайнятість населення за галузями (за класифікацією NOC): | Зайнятість населення за галузями (за класифікацією NOC): | Зайнятість населення за галузями (за класифікацією NOC): | Зайнятість населення за галузями (за класифікацією NOC): | Зайнятість населення за галузями (за класифікацією NOC): |
| -------------------------------------------------------- | -------------------------------------------------------- | -------------------------------------------------------- | -------------------------------------------------------- | -------------------------------------------------------- |
|                                                          |                                                          |                                                          |                                                          |                                                          |
| Управління                                               | Управління                                               |                                                          | 10,7%                                                    | 10,7%                                                    |
| Бізнес, фінанси та адміністрування                       | Бізнес, фінанси та адміністрування                       |                                                          | 13,7%                                                    | 13,7%                                                    |
| Природничі та прикладні науки                            | Природничі та прикладні науки                            |                                                          | 2,4%                                                     | 2,4%                                                     |
| Охорона здоров'я                                         | Охорона здоров'я                                         |                                                          | 4,8%                                                     | 4,8%                                                     |
| Освіта, правозахист, муніципальні та урядові служби      | Освіта, правозахист, муніципальні та урядові служби      |                                                          | 7,7%                                                     | 7,7%                                                     |
| Роздрібна торгівля та послуги                            | Роздрібна торгівля та послуги                            |                                                          | 19,6%                                                    | 19,6%                                                    |
| Гуртова торгівля, транспорт та обладнання                | Гуртова торгівля, транспорт та обладнання                |                                                          | 28,6%                                                    | 28,6%                                                    |
| Природні ресурси, сільське господарство                  | Природні ресурси, сільське господарство                  |                                                          | 8,3%                                                     | 8,3%                                                     |
| Виробництво                                              | Виробництво                                              |                                                          | 3,6%                                                     | 3,6%                                                     |

## Клімат
Середня річна температура становить 5,8°C, середня максимальна – 23,5°C, а середня мінімальна – -14,9°C. Середня річна кількість опадів – 373 мм.
| Клімат поселення                              | Клімат поселення | Клімат поселення | Клімат поселення | Клімат поселення | Клімат поселення | Клімат поселення | Клімат поселення | Клімат поселення | Клімат поселення | Клімат поселення | Клімат поселення | Клімат поселення | Клімат поселення |
| Показник                                      | Січ.             | Лют.             | Бер.             | Квіт.            | Трав.            | Черв.            | Лип.             | Серп.            | Вер.             | Жовт.            | Лист.            | Груд.            |                  |
| Середній максимум, °C                         | −1,3             | 2,32             | 6,87             | 13,07            | 18,49            | 22,21            | 23,52            | 23,45            | 18,34            | 13,12            | 4,98             | −0,07            |                  |
| Середня температура, °C                       | −8,08            | −4,47            | 0,09             | 6,28             | 11,71            | 15,41            | 17,67            | 17,60            | 12,48            | 7,27             | −0,88            | −5,93            |                  |
| Середній мінімум, °C                          | −14,86           | −11,26           | −6,69            | −0,51            | 4,91             | 8,63             | 11,82            | 11,74            | 6,65             | 1,42             | −6,73            | −11,77           |                  |
| Норма опадів, мм                              | 16               | 12               | 22               | 30               | 49               | 84               | 39               | 39               | 35               | 17               | 15               | 15               |                  |
| Середньомісячна швидкість вітру, м/с          | 4.48             | 4.20             | 4.51             | 4.58             | 4.40             | 4.07             | 3.60             | 3.50             | 3.86             | 4.45             | 4.66             | 4.50             |                  |
| Середньомісячна сонячна радіація, кДж/м²·день | 4434             | 7912             | 13146            | 17415            | 21022            | 22217            | 23744            | 20313            | 14586            | 8825             | 4733             | 3538             |                  |
| --------------------------------------------- | ---------------- | ---------------- | ---------------- | ---------------- | ---------------- | ---------------- | ---------------- | ---------------- | ---------------- | ---------------- | ---------------- | ---------------- | ---------------- |
| Джерело:                                      |                  |                  |                  |                  |                  |                  |                  |                  |                  |                  |                  |                  |                  |